# 卡普阿义肢

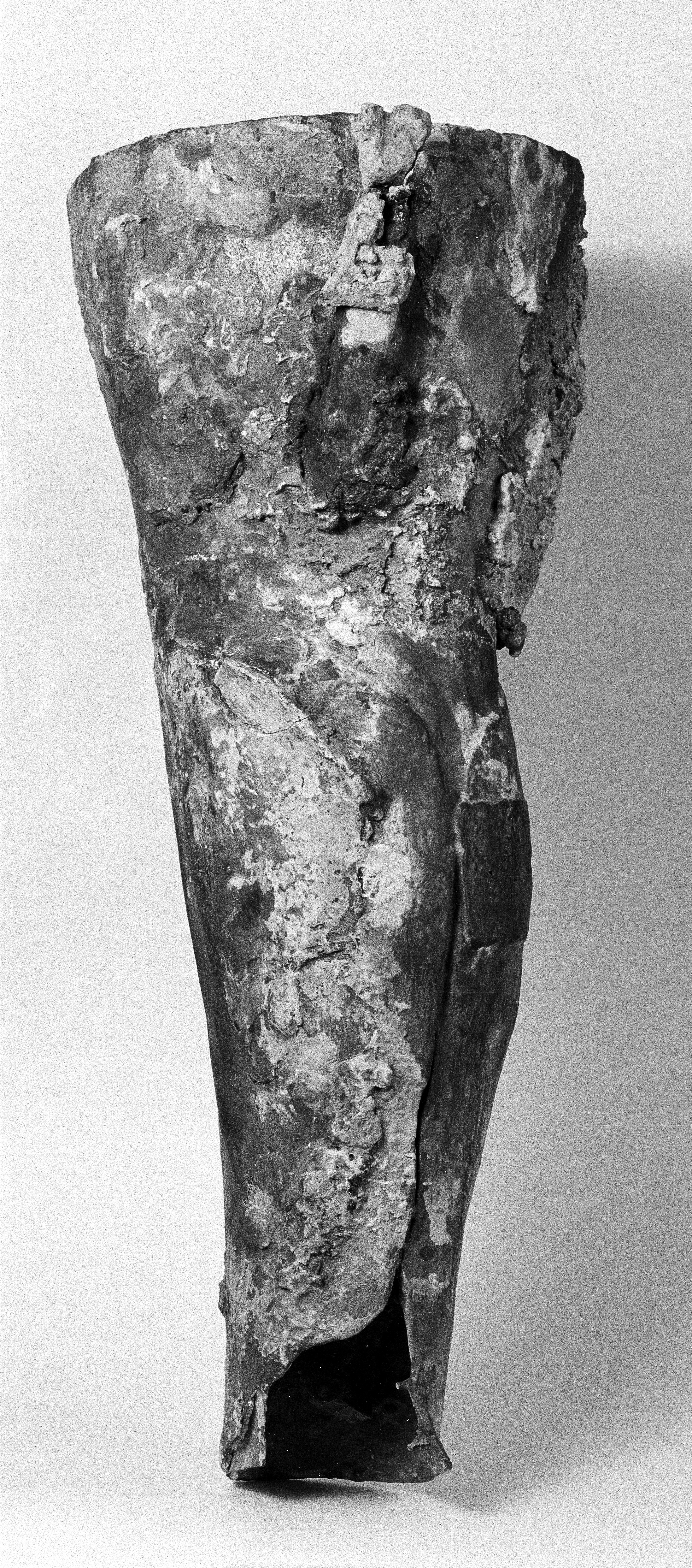
卡普阿义肢（复制品）

卡普阿义肢发现于意大利卡普阿的一座坟墓中。这条义肢的历史可以追溯到公元前300年，是目前人类已知最早的假肢之一。该假肢曾被保存在伦敦皇家外科医学院，但遗憾的是，它在第二次世界大战的一次空袭中被毁。该义肢的复制品目前保存在伦敦科学博物馆。